# Chârost
Chârost är en kommun i departementet Cher i regionen Centre-Val de Loire i de centrala delarna av Frankrike. Kommunen ligger  i kantonen Chârost som tillhör arrondissementet Bourges. År 2022 hade Chârost 899 invånare.

## Befolkningsutveckling
Antalet invånare i kommunen Chârost
Referens:INSEE

## Galleri

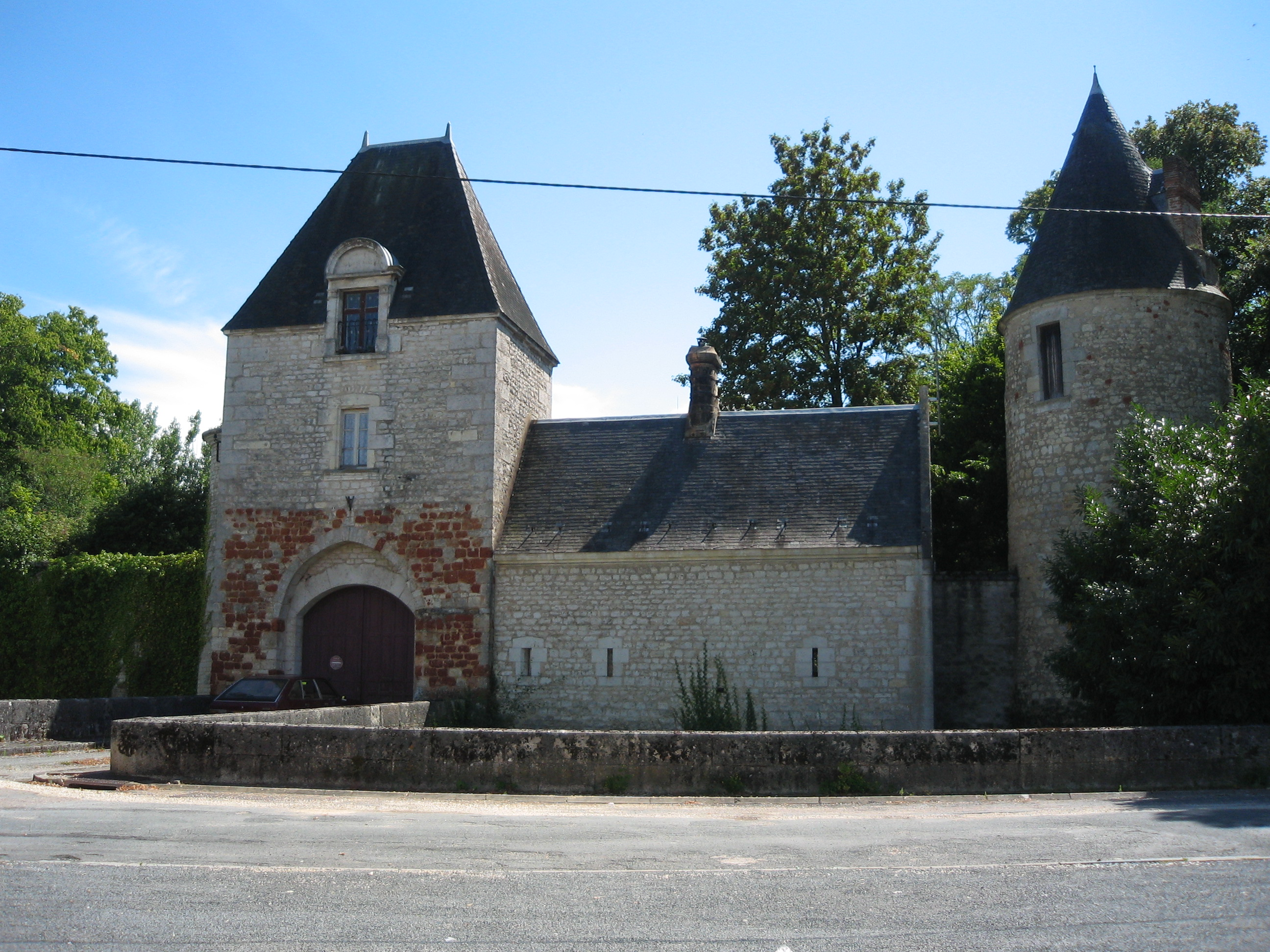
Château de Chârost
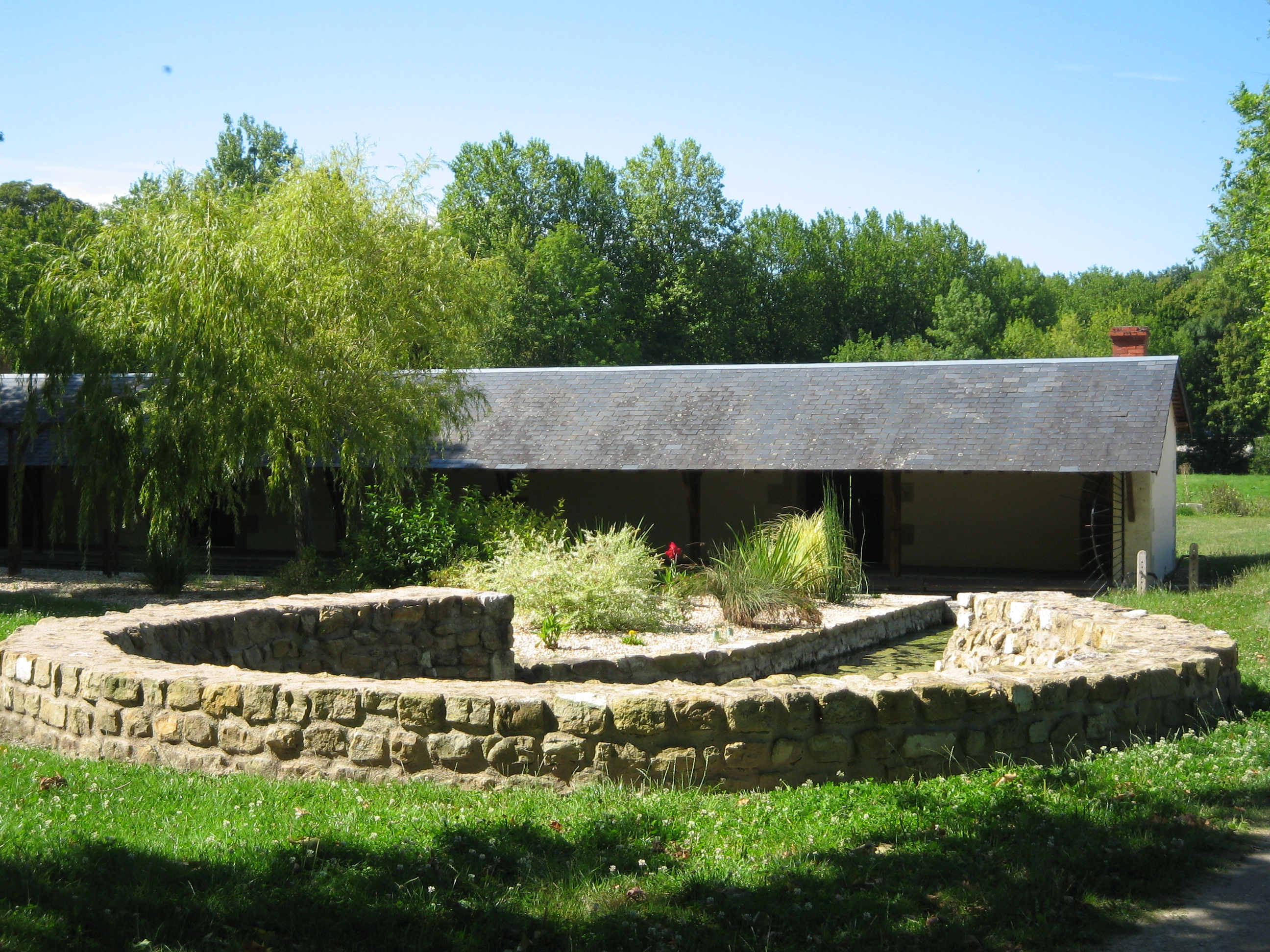
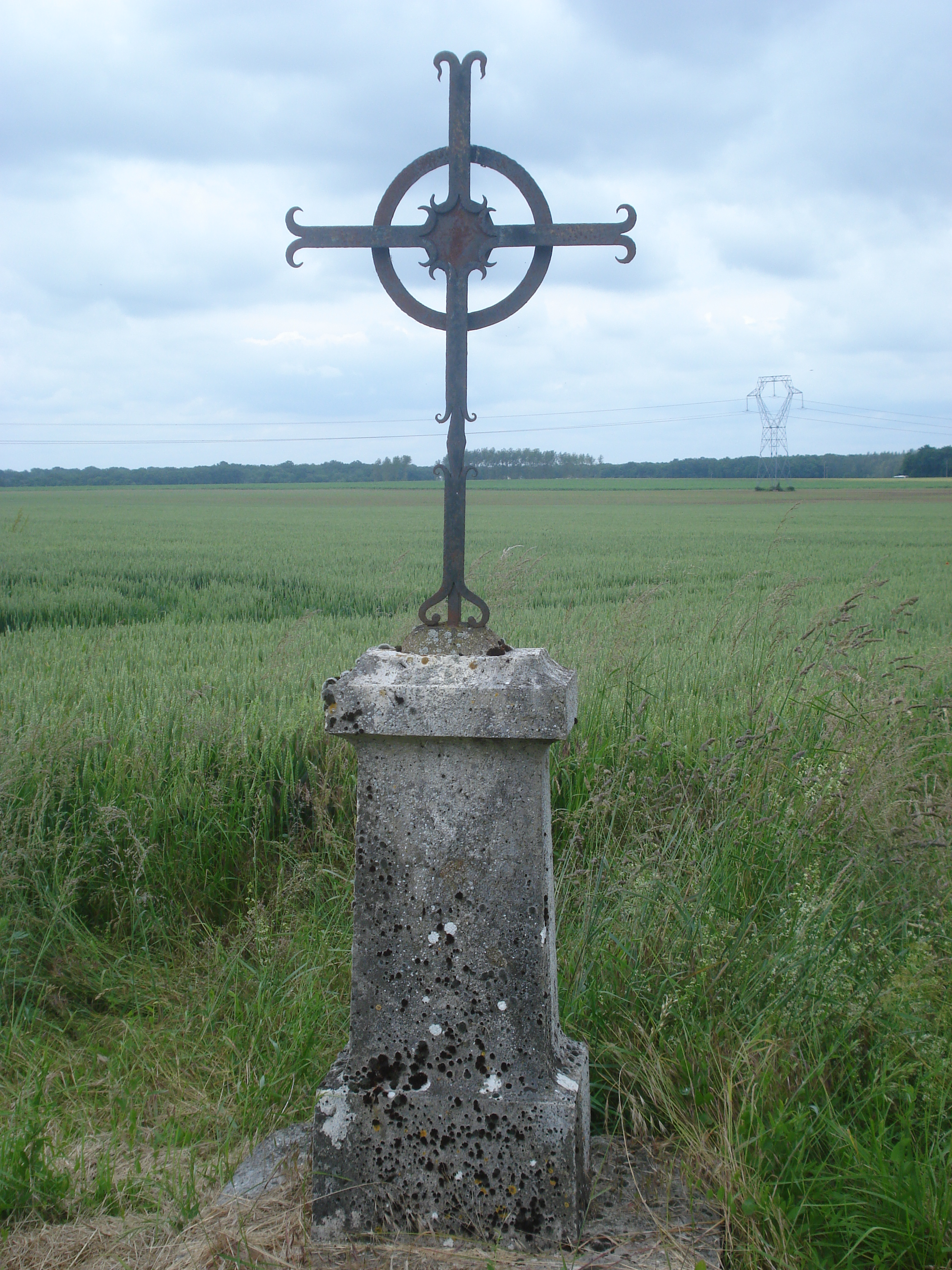
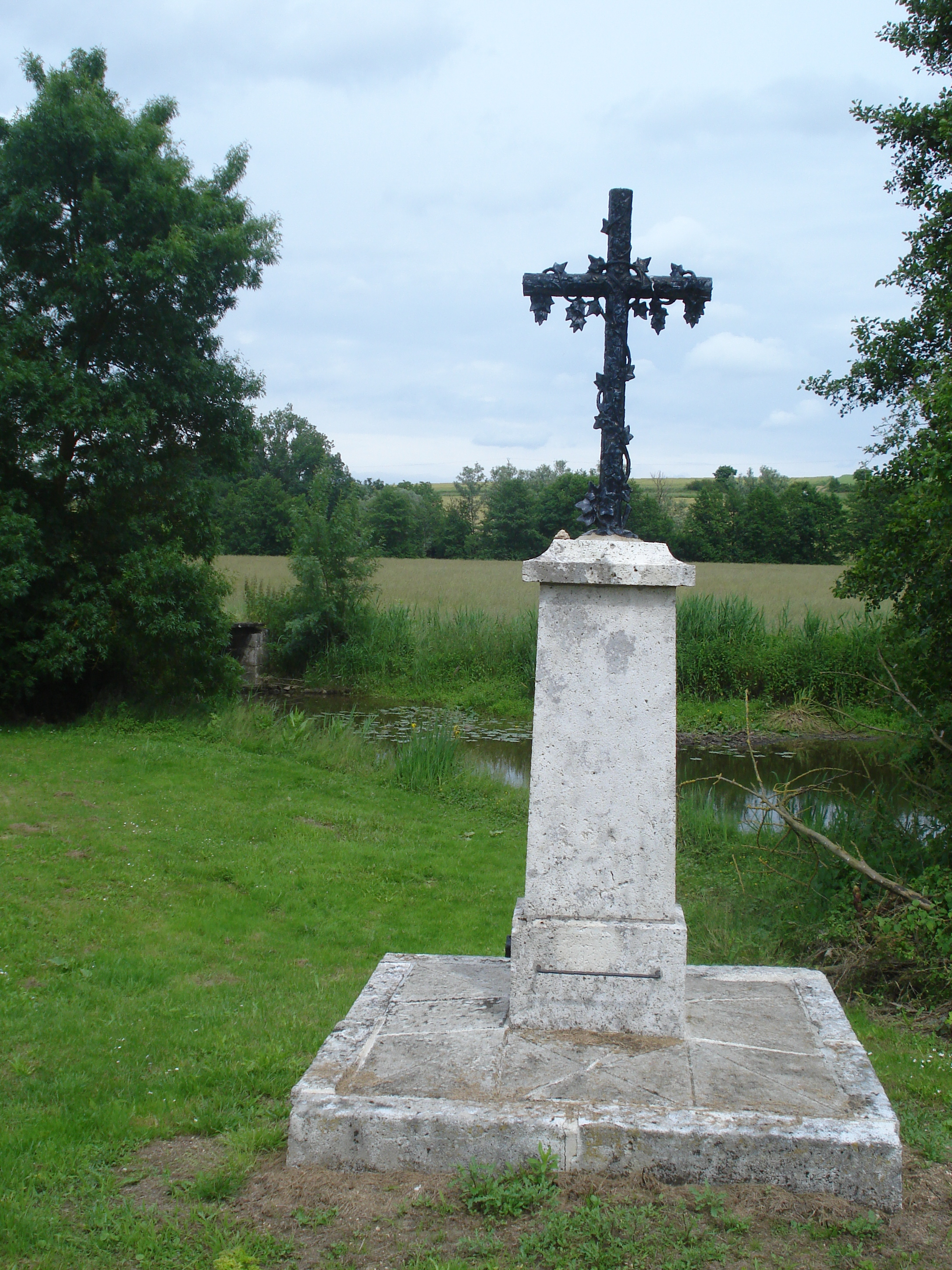
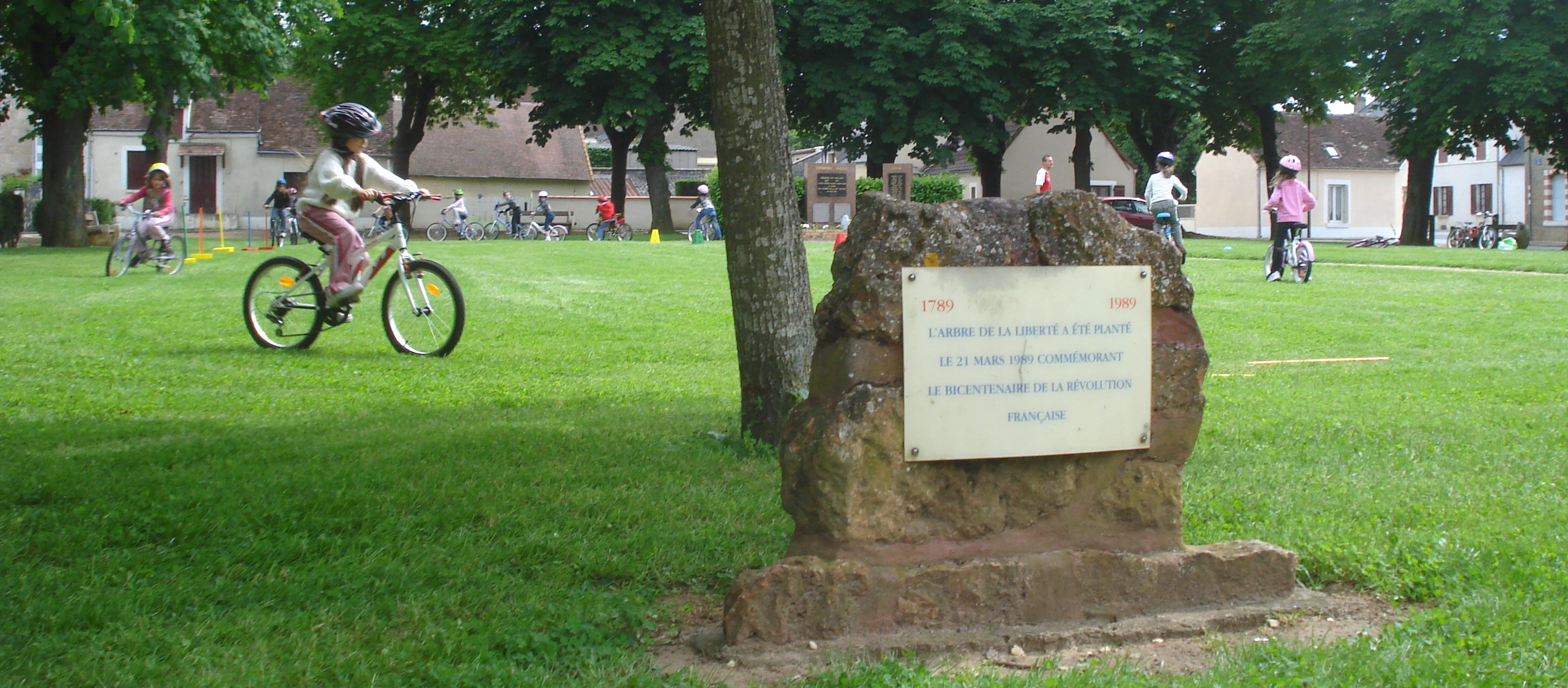
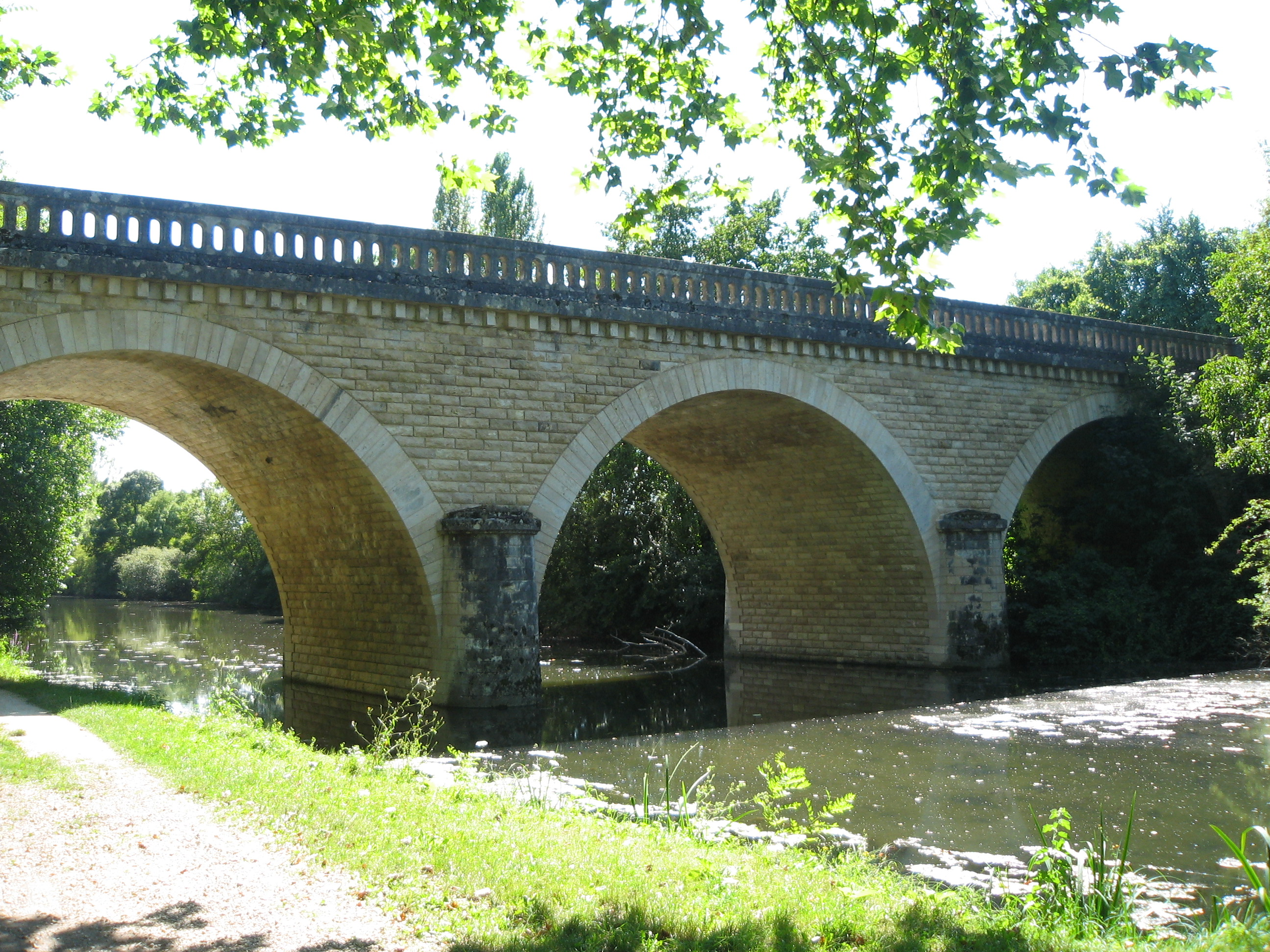